# 薄墨羊羹
薄墨羊羹（うすずみようかん）とは、愛媛県松山市の株式会社薄墨羊羹が製造している羊羹。松山銘菓の一つに数えられる。小豆の羊羹に碾茶を入れて黒味を出し、白ササゲを入れる。

## 概要

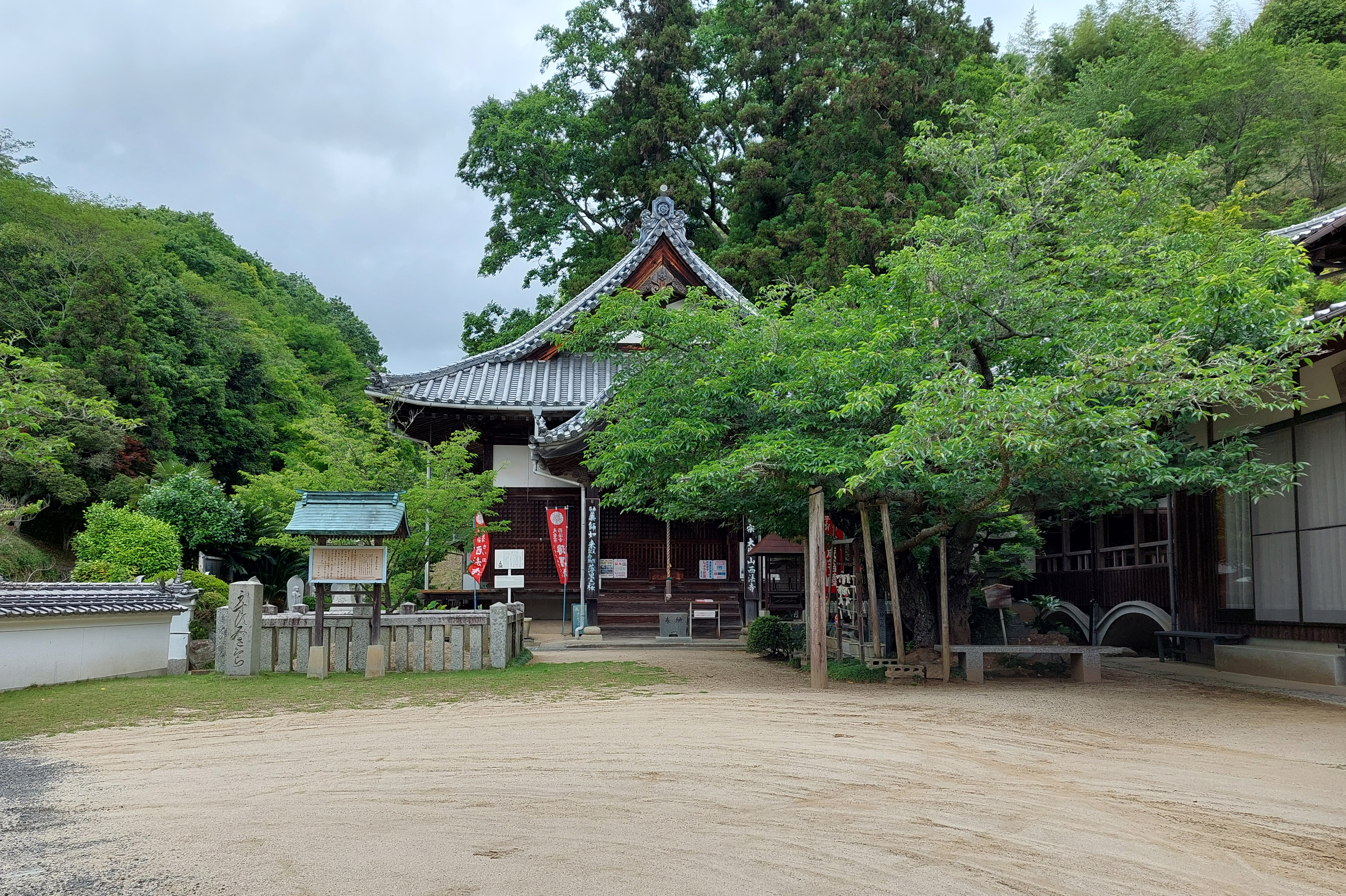
西法寺

名の由来は、地元に伝わる伊予節に謡われた「薄墨桜や緋の蕪」にちなむもの。薄墨桜は、大楽山東光院西法寺（薄墨桜西法寺）の縁起によると、上代にある皇后が道後温泉に湯治に来られた際に、勅命によって西方寺（西法寺は16世紀頃まで西方寺と称した）で祈祷を行ったところ、快癒したので、勅使が来られ薄墨の綸旨に桜を添えて下賜された。このほか、勅命により一山上げて祈祷したところ平癒されたので綸旨を賜ったとするもの、平安時代に藤原良房の死後、荼毘に付したときの煙に触れて桜の色が薄墨色になったとするものなど、いくつかの説がある。
この古事に因む「薄墨桜」は、現在も松山市北部の下伊台町の西法寺境内にあり、松山の桜の名所の一つとなっている。ヤマザクラ系の一種とされる。境内には薄墨桜を詠んだ柳原極堂の句碑がある。市指定の天然記念物。
また、一説によると江戸時代から「桜羊羹」として桜色をした羊羹が作られていたが、それが継承されて「薄墨羊羹」となったという。
現在の薄墨羊羹は、1874年（明治7年）に松山在住の中野元三郎が、独自の製法により製造を開始し創業した。伝統的な一面船流しと呼ばれる大判の型に流し込んだ商品がメイン。羊羹を切ると、中に含んだ豆があたかも夜桜の花びらが舞うように見えるとされる。茶菓子、贈答、土産物等に用いられ、同社の店舗のほか、空港・港・駅の売店等でも購入できる。

## 受賞
- 1919年（大正8年）全国菓子博覧会名誉大正牌受賞
- 1977年（昭和52年）名誉総裁高松宮賞受賞